# 吴高堎
吴高堎，浙江嘉兴人，是一名清朝政治人物。
吴高堎曾于1758年接替张？？任奉贤县知县一职，1758年由刘伯壎接任。